# Teracotona alicia
Teracotona alicia är en fjärilsart som beskrevs av George Francis Hampson 1911. Teracotona alicia ingår i släktet Teracotona och familjen björnspinnare. Inga underarter finns listade i Catalogue of Life.